# Анцайгерхоххаус

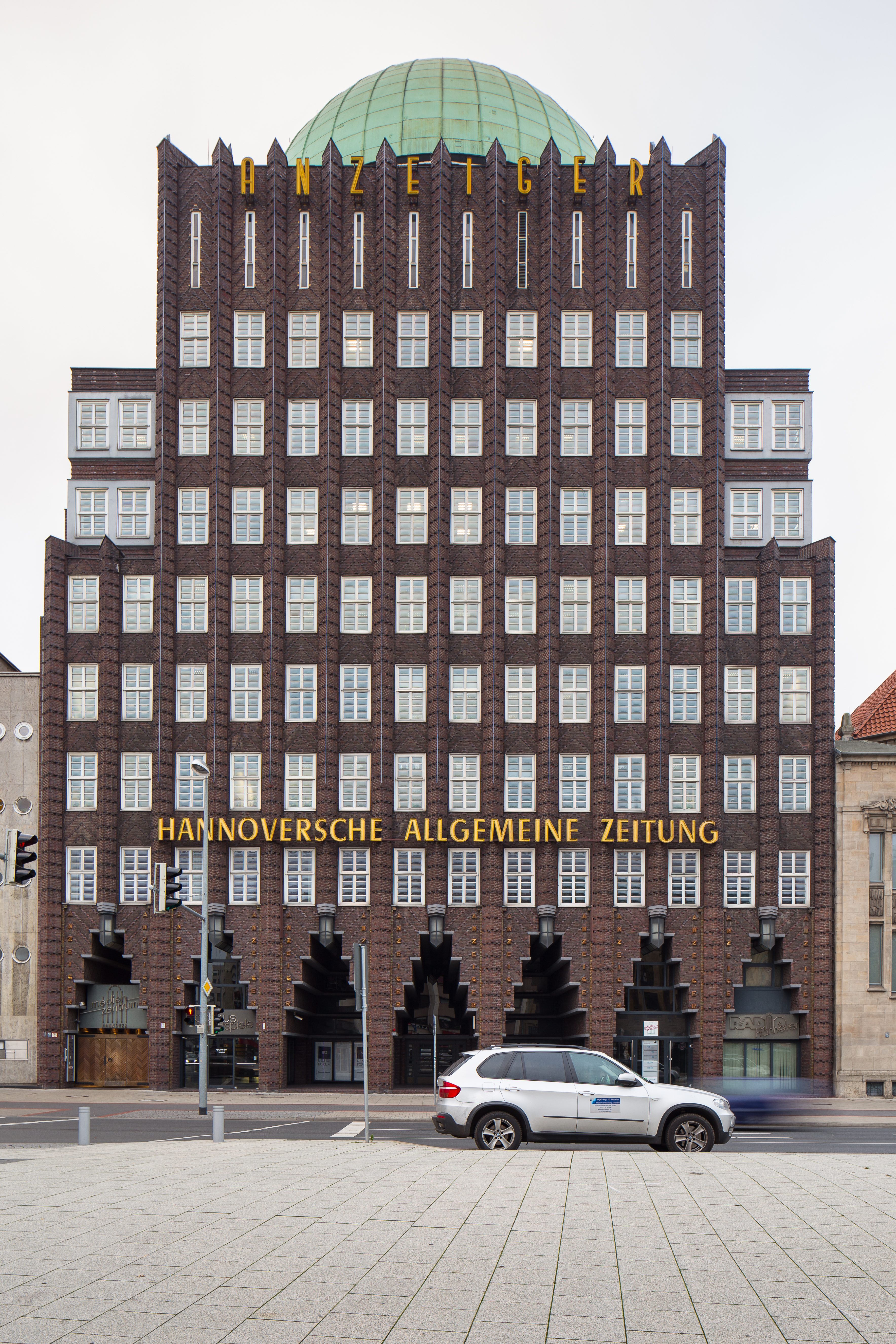
Анцайгерхоххаус

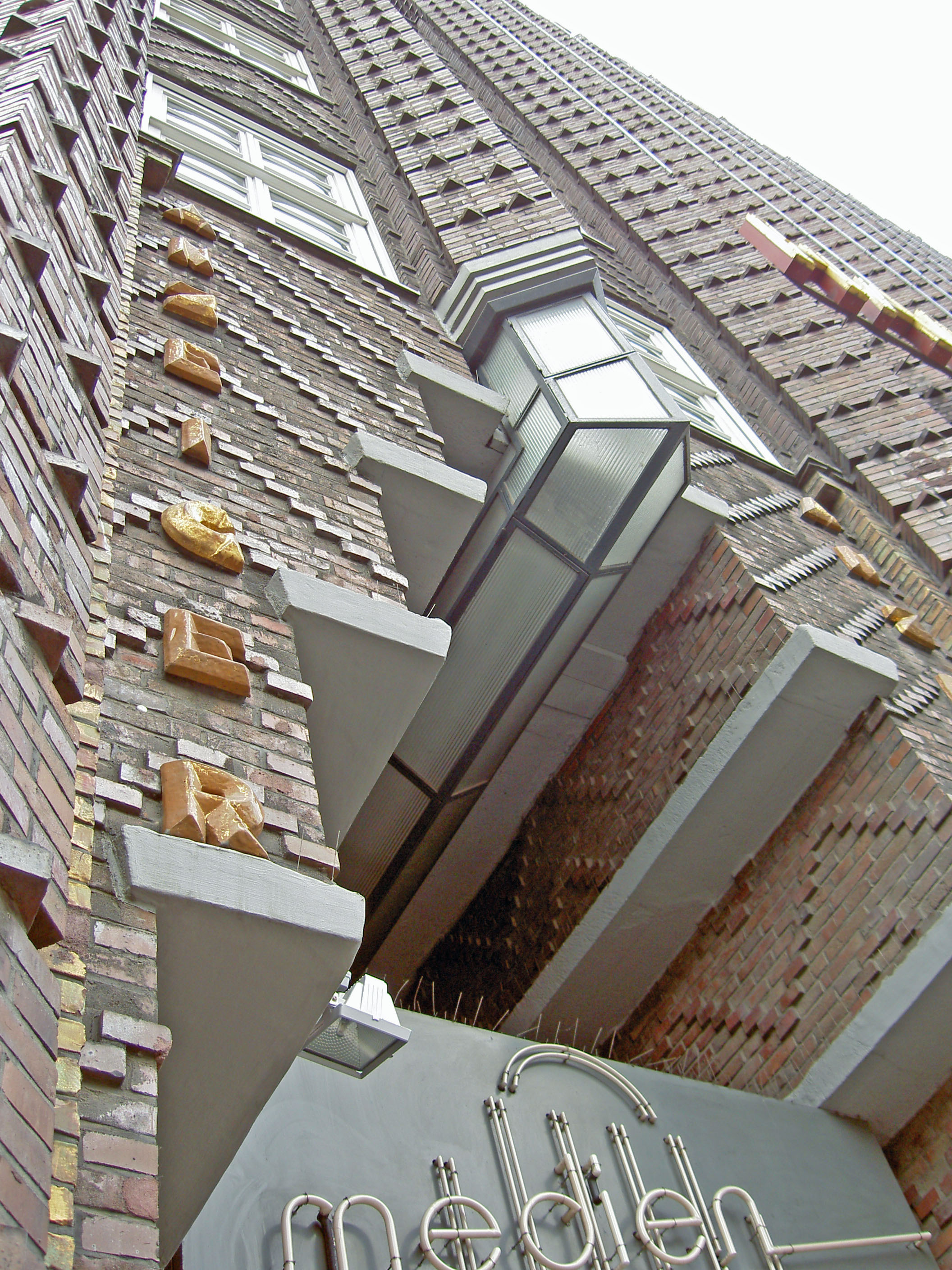
Снимок вблизи

«Анцайгерхоххаус» (нем. das Anzeigerhochhaus) — здание, сооружённое в 1927—1928 годах по проекту Фрица Хёгера, являющееся одним из первых высотных домов Германии и одним из самых известных символов Ганновера. Это сооружение одно из немногих в Ганновере, которое было практически не повреждено во время Второй мировой войны. Немецкое название происходит от слов der Anzeiger — информационный бюллетень, вестник, ведомости и das Hochhaus — высотное здание.

## История
Изначально задумывалось как здание издательства «Мадзак», которое выпускало «Hannoverische Allgemeine Zeitung» и «die Neue Presse». В послевоенное время здесь впервые вышел в свет журнал «Шпигель» (нем. Der Spiegel), издававшийся Рудольфом Аугштайном. Сегодня здание является частью медиа-концерна «Hannover». Под куполом раньше располагался планетарий, в наши дни — кинотеатр.

## Архитектура
50-метровая стальная конструкция со стеклом тёмно-красного и золотого цвета фасада из клинкерного кирпича относится к архитектуре экспрессионизма. Также в этом стиле построены Франциус-Институт (по проекту Франца Эриха Кассбаума, 1926 год) на Нинбургерштрассе, «Хоххаус ам Шварцен Бэрен» (по проекту Фридриха Гартйенштайна, 1929—1930 гг) и новое здание городской библиотеки на Хильдесхаймерштрассе — первое высотное здание библиотеки в Европе (по проекту Карда Элькарта, 1931 год).